# Ségrie-Fontaine
Ségrie-Fontaine är en kommun i departementet Orne i regionen Normandie i nordvästra Frankrike. Kommunen ligger i kantonen Athis-de-l'Orne som tillhör arrondissementet Argentan. År 2018 hade Ségrie-Fontaine 403 invånare.

## Befolkningsutveckling
Antalet invånare i kommunen Ségrie-Fontaine
| Referens: INSEE |